# Heather Couper

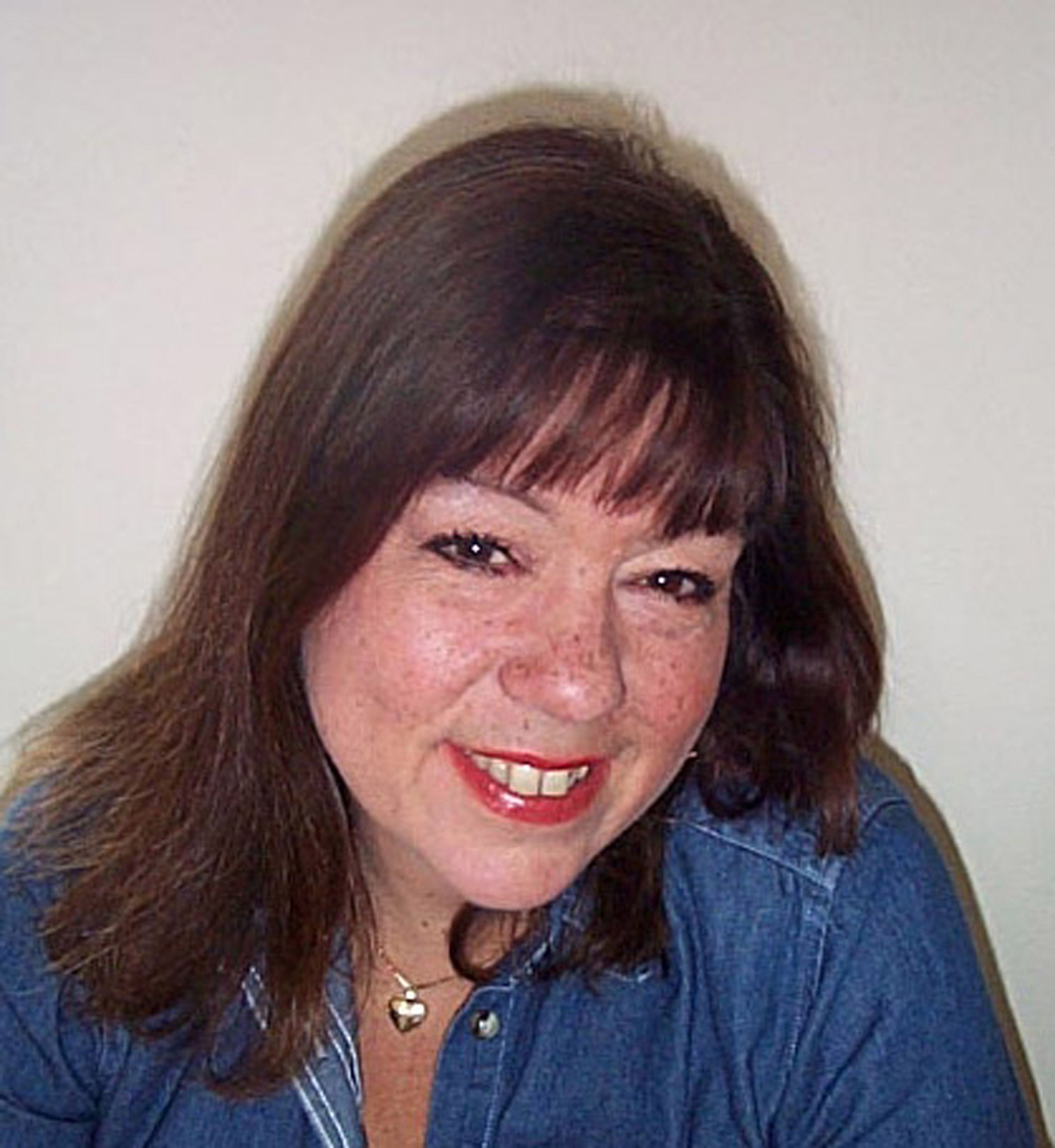
Heather Couper

Heather Anita Couper (Wallasey, 2 juni 1949 – Aylesbury, 19 februari 2020) was een Brits sterrenkundige, gespecialiseerd in astrofysica. Sinds de jaren 80 was ze in het Verenigd Koninkrijk een bekende persoonlijkheid dankzij haar documentaires over astronomische en natuurkundige onderwerpen voor zowel radio als televisie. Ze studeerde aan de Universiteit van Leicester en Oxford en droeg sedert 2007 de titel van Commandeur in de Orde van het Britse Rijk. Couper is auteur van ruim dertig boeken. Zij was gehuwd met collega-astronoom Nigel Henbest.

## Opleiding
Coupers vader was piloot. Als kind ging ze naar de lagere school in Ruislip en het middelbaar in Northwood. Ofschoon ze in haar kinderjaren in astronomie geïnteresseerd was, verloor ze naar eigen zeggen grotendeels haar fascinatie voor het onderwerp in haar tienerjaren. Ze deed haar eindexamens in aardrijkskunde en fysica en schreef een brief aan Patrick Moore, waarin ze hem enerzijds om raad voor haar studiekeuze vroeg, en anderzijds vroeg of het feit dat ze een meisje was een bezwaar vormde om astronoom te worden. Moore antwoordde dat dat geen enkel probleem vormde, maar dat ze wel wiskunde nodig had om haar studie met succes te kunnen aanvatten. Later zou ze met Moore geregeld samenwerken, ofschoon hun professionele relatie in de loop van de jaren 80 ietwat bekoelde.
Op 19-jarige leeftijd aanvaardde Couper een baan als analist van astronomische observatiegegevens in Cambridge, alwaar ze aangemoedigd werd om alsnog een A level-examen in wiskunde af te leggen. Deze kwalificatie stelde haar in staat om in Leicester astrofysica te studeren. Ze werd er voorzitter van de astronomische vereniging en ontmoette tevens haar toekomstige echtgenoot, die de vicevoorzitter was. Na in Leicester te zijn afgestudeerd, ondernam ze een poging tot een doctoraat in Oxford, die ze echter na anderhalf jaar afbrak. Later zou ze van de Universiteit van Leicester echter een eredoctoraat ontvangen.

## Carrière
In 1974 werd Couper lid van de British Astronomical Association waar Patrick Moore vrijwel steeds op de vergaderingen in Londen aanwezig was. In februari 1978 verscheen ze voor het eerst in The Sky at Night in een aflevering over de dichtstbijzijnde sterrenstelsels; op dat moment was ze docente aan het Koninklijk Observatorium van Greenwich. Algauw groeide Couper, in navolging van Moore, uit tot een nieuwe ‘tv-astronoom’. Haar tweede en laatste verschijning in Moores programma was in mei 1980 en ging over zwarte gaten. Dit vergrootte haar naamsbekendheid en anno 1981 werkte ze samen met Terence Murtagh aan het kinderprogramma Heavens Above!. Couper moedigde Moore, die een niet bijster diplomatisch man was, aan om zich kandidaat te stellen voor het tweejaarlijkse voorzitterschap van de BAA, hetgeen hij aanvaardde op voorwaarde dat zij hem zou opvolgen. Aldus werd ze in 1984 de eerste vrouwelijke voorzitter van de vereniging.
Anno 1985 schreef en presenteerde Couper de reeks The Planets voor Channel 4. In augustus van dat jaar trok het drietal Moore, Couper en Henbest naar een astronomische conferentie in Colombia; eveneens in 1985 schreven Moore en Couper samen een boek over de Komeet Halley. De publicatie van een enigszins sensatiezuchtig interview met Couper en Henbest in The Mail on Sunday in de herfst van 1985 choqueerde echter vele leden van de BAA omdat Couper zich in bad liet fotograferen en vrijuit sprak over de geneugten van buitenechtelijke seks. Nadat ze tevens Storm Dunlop (niet bepaald een vriend van Moore) tot haar opvolger als voorzitter had benoemd, besloot Moore haar nooit meer in The Sky at Night uit te nodigen.
Op Coupers documentairereeks The Planets volgde in 1988 The Stars. Ze was medeoprichter van het productiehuis Pioneer Productions. Bij dit bedrijf produceerde ze onder andere Electric Skies, een bekroonde documentaire over bliksem. Het team Henbest-Couper werd gekscherend ‘hencoup’ genoemd, een woordspeling op hen coop (kippenstal). Dit zou later ook de naam worden van het consultancybureau dat ze samen oprichtten.
Van 1993 tot 1996 was Couper hoogleraar in de astronomie aan Gresham College, in welke hoedanigheid ze 15 gratis lezingen voor het grote publiek over uiteenlopende onderwerpen gaf, van supernovae tot de herkomst van sterrenbeelden.
Als freelance documentairemaker maakte ze onder andere programma’s over de ramp met de Columbia en over Stephen Hawking, daarnaast interviewde ze Arthur C. Clarke in Sri Lanka. Voor de BBC World Service maakte ze 35 afleveringen van Seeing Stars en op BBC Radio 4 presenteerde ze de 30-delige reeks Cosmic Quest over de geschiedenis van de astronomie. Eveneens voor Radio 4 maakte ze Britain’s Space Race, dat haar in 2008 de Sir Arthur Clarke Award opleverde.
Couper was tevens voorzitter van de beginnersvereniging Society for Popular Astronomy. Planetoïde (3922) Heather is naar Couper vernoemd.

## Nevenactiviteiten
Couper was samen met haar man meermaals gastspreker op cruiseschepen voor eclipsjagers. Ze schreef tevens columns over sterrenkunde voor The Independent. Haar bedrijf Hencoup Enterprises legt zich toe op het populariseren van de wetenschap, hetgeen naast astronomie onder andere meteorologie, vulkanologie en archeologie omvat.

## Publicaties (selectie)
- 1978: Space Frontiers
- 1980: Space. The Final Frontier
- 1981: All About Space (met Nigel Henbest)
- 1985: Comets and Meteors
- 1985: The Planets
- 1985: Halley’s Comet Pop-up Book (met Patrick Moore en Paul Doherty)
- 1986: Space Trip!
- 1986: The Sun (met Nigel Henbest)
- 1986: The Moon (met Nigel Henbest)
- 1986: Galaxies and Quasars (met Nigel Henbest)
- 1986: New Worlds: In Search of the Planets (met Nigel Henbest)
- 1987: Space Probes and Satellites (met Nigel Henbest)
- 1988: The Universe: A Three-Dimensional Study
- 1988: The Stars: From Superstition to Supernova (met Nigel Henbest)
- 1989: Telescopes and Observatories (met Nigel Henbest)
- 1992: The Space Atlas (met Nigel Henbest)
- 1996: Black Holes (met Nigel Henbest)
- 1997: Big Bang. The Story of the Universe (met Nigel Henbest)
- 1998: Is Anybody Out There? (met Nigel Henbest)
- 1998: To the Ends of the Universe (met Nigel Henbest)
- 1999: Space Encyclopedia (met Nigel Henbest)
- 1999: How the Universe Works (met Nigel Henbest)
- 2001: Mars: The Inside Story of the Red Planet (met Nigel Henbest)
- 2006: Universe: Stunning Satellite Imagery from Outer Space
- 2006: Philip’s Stargazing 2007 (met Nigel Henbest)
- 2007: Philip’s Stargazing 2008 (met Nigel Henbest)
- 2009: Encyclopedia of Space (met Nigel Henbest)
- 2009: Philip’s Stargazing 2010 (met Nigel Henbest)
- 2009: The History of Astronomy (met Nigel Henbest)
- 2011: The Story of Astronomy: How the universe revealed its secrets (met Nigel Henbest)
- 2014: Philip’s Stargazing 2015: Month-By-Month Guide to the Northern Night Sky (met Nigel Henbest)
- 2015: The Astronomy Bible (met Nigel Henbest)
- 2015: The Secret Life of Space (met Nigel Henbest)
- 2016: Space Visual Encyclopedia (met Nigel Henbest)